# Eugène Plisson
Eugène Plisson (fl. XX secolo) è stato uno schermidore britannico.
Partecipò ai Giochi della II Olimpiade che si svolsero a Parigi nel 1900. Prese parte alla gara di fioretto per maestri ma fu subito eliminato dalla giuria al primo turno.